# مارفن غولدن
مارفن غولدن (بالإنجليزية: Marvin Golden)‏ هو لاعب دوري الرغبي أسترالي، ولد في 21 ديسمبر 1976 في ليدز في المملكة المتحدة.